# Carl Wilhelm Petersen

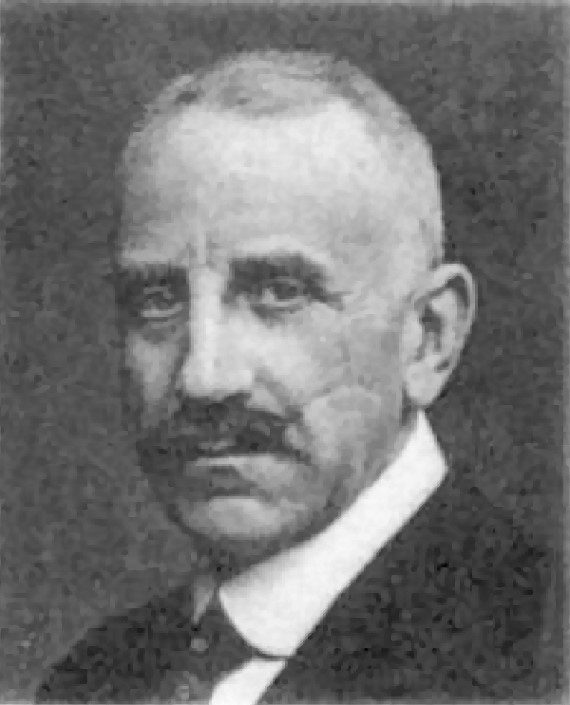
Carl Wilhelm Petersen (1920 oder früher)

Carl Wilhelm Petersen (* 31. Januar 1868 in Hamburg; † 6. November 1933 ebenda) war ein deutscher Jurist, Politiker (DDP) und in den Jahren von 1924 bis 1930 und von 1932 bis März 1933 Erster Bürgermeister von Hamburg.

## Familie

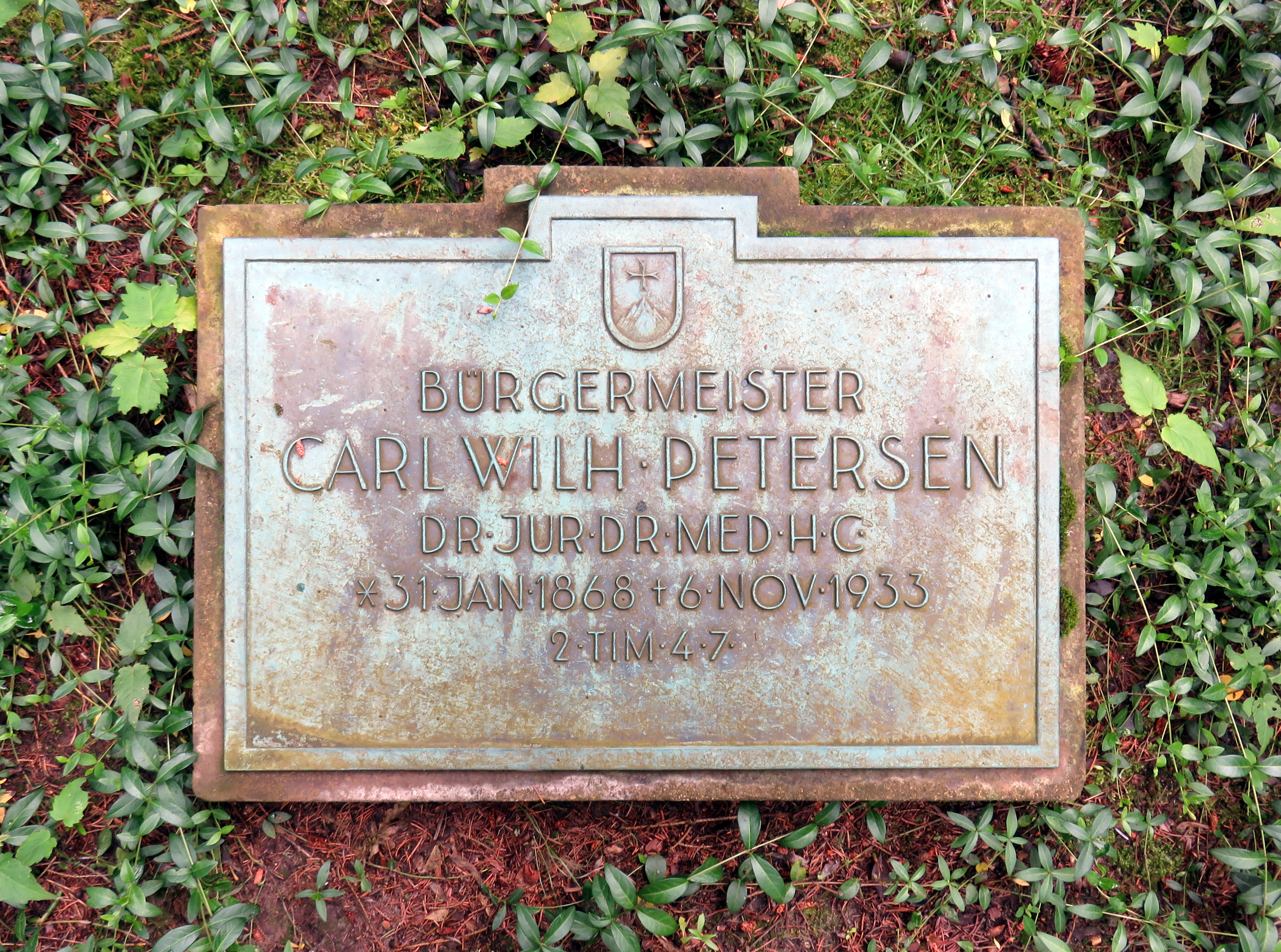
Kissengrabstein Carl Wilh. Petersens in Familiengrabanlage Bürgermeister Petersen, Friedhof Ohlsdorf

Sein Vater war Gustav Petersen (1838–1911). Petersens Großvater Carl Friedrich Petersen (1809–1892) war einer der bedeutendsten Hamburger Bürgermeister des 19. Jahrhunderts. Sein anderer Großvater war Leopold Wilhelm Behrens, Inhaber des Hamburger Bank- und Handelshauses L. Behrens & Söhne. Er ist zudem der ältere Bruder des Kaufmanns und späteren ersten Hamburger Nachkriegsbürgermeisters Rudolf Petersen (1878–1962).

## Leben und Beruf
Petersen wuchs in einer sehr wohlhabenden Familie auf. Er war evangelischen Glaubens und legte sein Abitur in Kiel ab. Er studierte Rechtswissenschaft an der Universität Heidelberg, wo er Mitglied des Corps Vandalia Heidelberg wurde, und an der Universität Leipzig. Petersen promovierte 1890 zum Doktor der Rechte und ließ sich in Hamburg als Rechtsanwalt nieder. Später wurde ihm noch der Doctor h. c. in Medizin verliehen. Petersen war sehr vermögend; in der im Jahre 1912 erschienenen Rangliste der reichsten Hamburger ist Petersen mit einem Vermögen von rund 2,5 Millionen Mark unter den 200 reichsten Personen in Hamburg gelistet. Er war Mitglied des Academischen Clubs zu Hamburg (1891), des Hansabundes und des Deutschen Bundes für Bodenreform.

### Partei
Im Kaiserreich gehörte Petersen der Fortschrittlichen Volkspartei an. 1919 war er Gründungsmitglied der Deutschen Demokratischen Partei und wurde im selben Jahr (nach dem Tod Friedrich Naumanns) deren 1. Vorsitzender. Nachdem er das Amt 1924 an Erich Koch-Weser abgegeben hatte, wurde er in der Endzeit der Weimarer Republik 1932 noch einmal mit Reinhold Maier und Hermann Dietrich gemeinsam Parteivorsitzender der nunmehr Deutsche Staatspartei genannten Partei.

### Abgeordneter
Petersen wurde 1899 für den Pöseldorfer Bürgerverein erstmals zum Abgeordneten der Hamburgischen Bürgerschaft gewählt und hatte diesen Posten bis 1918 inne. Petersen, der zunächst der Fraktion der Rechten. angehört hatte, gehörte nach dem Wahlrechtsraub von 1906 zu den Mitbegründern der Fraktion der Vereinigten Liberalen in der Bürgerschaft, deren Vorsitzender er wurde. Von 1921 bis 1924 und 1928 bis 1933 war er erneut Bürgerschaftsabgeordneter.
Petersen gehörte 1919/20 der Weimarer Nationalversammlung an und war von 1920 bis zum 30. Januar 1924 Reichstagsabgeordneter für die DDP, als deren zweiter Fraktionsvorsitzender er gewählt wurde. In der Nationalversammlung war er Vorsitzender des Untersuchungsausschusses für die Schuldfragen des Weltkrieges.

### Öffentliche Ämter
Am 20. April 1918 wurde Petersen in den Hamburger Senat gewählt. Petersen trat mit dem gesamten bisherigen Senat am 27. März 1919 zurück, er wurde in der Neuwahl am 28. März 1919 mit 103 Stimmen (von 160) wiedergewählt und gehörte dem Senat dann bis März 1933 an. Vom 1. Januar 1924 bis zum 31. Dezember 1929 war er Erster Bürgermeister von Hamburg, 1930/31 zweiter Bürgermeister, und vom 1. Januar 1932 bis zum 7. März 1933 erneut Erster Bürgermeister (siehe auch Hamburger Senat 1919–1933). Mit der Machtübernahme der Nationalsozialisten verlor er sein Amt. In seinem Rücktrittsschreiben vom 4. März 1933 heißt es: 

„[...] Die Entwicklungen, die jetzt vor sich gehen, scheinen mir an den Präsidenten des Hamburgischen Senats Forderungen zu stellen, die weder mit der hamburgischen Überlieferung noch mit der Besonderheit dieses Amtes verbunden sind.“

## Ehrungen
Nach Petersen ist die Carl-Petersen-Straße in Hamburg-Hamm benannt.